# 溝齒果蝠屬
溝齒果蝠屬（学名：Ptenochirus），哺乳綱、翼手目、狐蝠科的一屬，而與溝齒果蝠屬（溝齒果蝠）同科的動物尚有錐齒狐蝠屬（錐齒狐蝠）、狐蝠屬（遊狐蝠）、安氏果蝠屬（安氏果蝠）、短吻果蝠屬（短吻果蝠）等之數種哺乳動物。

## 下属物种
- 沟齿果蝠 - Ptenochirus jagori (Peters, 1861)
- 小沟齿果蝠 - Ptenochirus minor Yoshiyuki, 1979
- Ptenochirus wetmorei (Taylor, 1934)